# Бульвар Симона Петлюри (Тернопіль)
Бульвар Симона Петлюри — бульвар у місті Тернополі, розташований на Сонячному масиві.
Бульвар починається від перетину вулиць 15 Квітня та Василя Симоненка і закінчується на вулиці Василя Стуса.

## Історія
1 вересня 2016 урочисто відкрили оновлений бульвар, на якому облаштували два дитячих майданчики та один спортивний з вуличними тренажерами, доріжки, встановили вуличне освітлення. Ремонт, на який витратили понад 7 мільйонів гривень, тривав від весни.

## Будинки
Багатоповерхівки № 1, 2, 3, 4, 5, 6, 7, 9, 10.

## Установи, організації

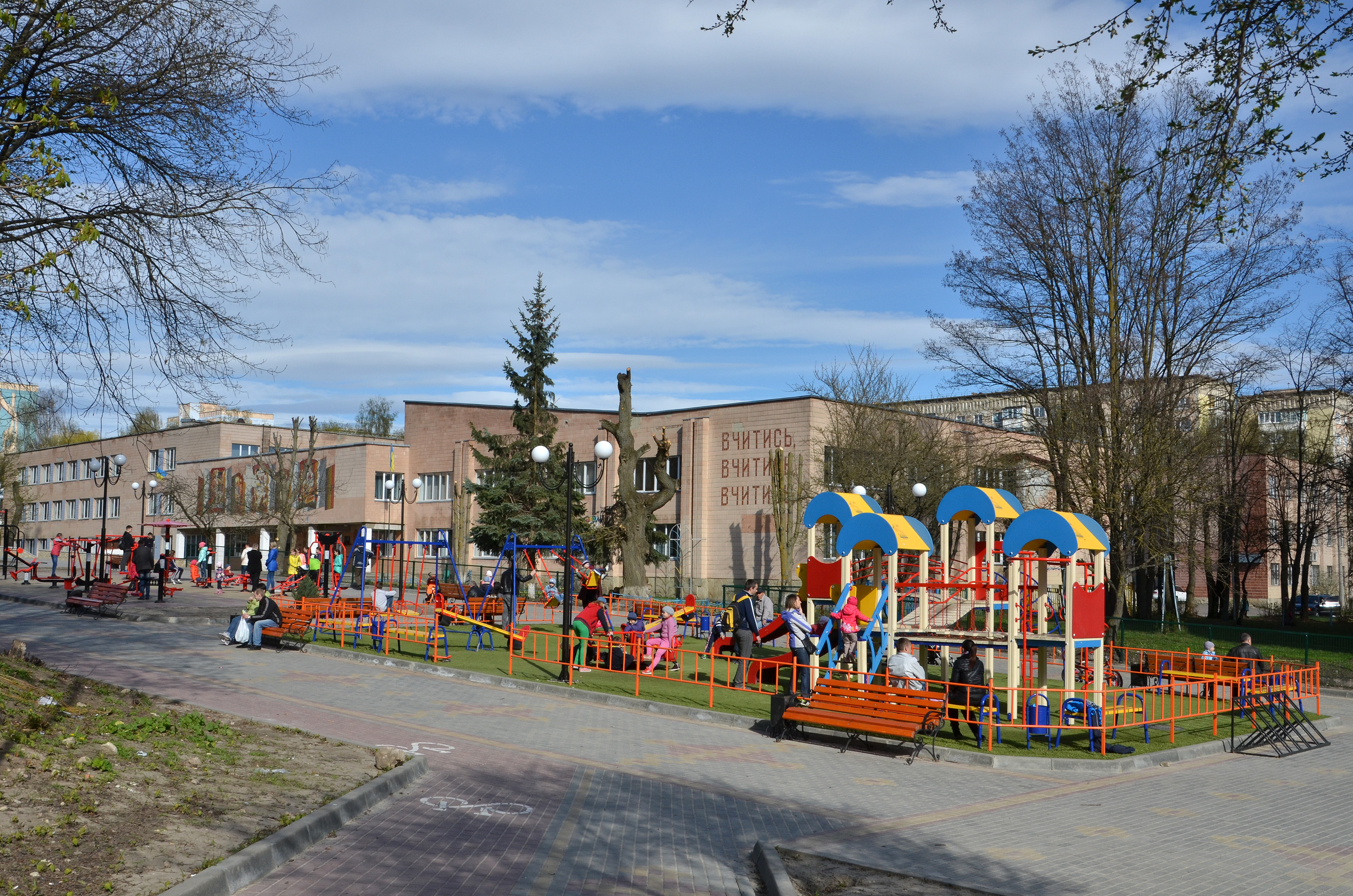
Дитячий ігровий майданчик і Тернопільська загальноосвітня школа № 22

- Відділення поштового зв'язку № 23, Симона Петлюри, 2,
- Тернопільський дошкільний навчальний заклад № 30, Симона Петлюри, 5,
- Громадський пункт охорони порядку № 13, Симона Петлюри, 6,
- ПП «Сонячне» (житлово-експлуатаційна контора), Симона Петлюри, 6,
- Відділення «Приватбанку», Симона Петлюри, 6,
- Тернопільська загальноосвітня школа № 22, Симона Петлюри, 8,
- торгові заклади, перукарні, бари, ресторан «Оріон» та інші.

## Пам'ятник
На стику вулиці 15 Квітня і бульвару Петлюри за рахунок коштів підприємців міста встановили пам'ятник Симонові Петлюрі Урочисте відкриття пам’ятника відбулось під час святкування Дня Незалежності України, 24 серпня.